# Gare de Skogn
La gare de Skogn est une gare ferroviaire norvégienne de la ligne du Nordland, située à Skogn sur le territoire de la commune de Levanger dans le comté et région de Trøndelag. 
Halte voyageurs elle est desservie par des trains de la Trønderbanen.

## Situation ferroviaire
Etablie à 50 mètres d'altitude, la gare de Skogn est située au point kilométrique (PK) 76,01 de la ligne du Nordland, entre les gares ouvertes de Ronglan et de Levanger.

## Histoire
La gare fut mise en service en 1902.

## Service des voyageurs

### Accueil
Halte ferroviaire à entrée libre, elle dispose d'un bâtiment avec une salle d'attente ouverte toute la semaine et une aubette sur le quai. 

### Desserte
Skogn est desservie par la ligne locale (appelée Trønderbanen) en direction de Lerkendal.

### Intermodalités
Un parc (couvert) pour les vélos et un parking (40 places) pour les véhicules y sont aménagés.
Une station de bus et de taxi se situe à l'entrée de la gare.